# Frank Van De Vijver
Frank Van De Vijver (* 12. November 1962 in Bornem) ist ein ehemaliger belgischer Radrennfahrer.

## Sportliche Laufbahn
Van De Vijver war Straßenradsportler und wurde 1985 bei den Amateuren Dritter der nationalen Meisterschaft im Straßenrennen hinter dem Sieger Geert Vandewalle. Durch diese Platzierung qualifizierte er sich für die Weltmeisterschaft. Bei den UCI-Straßen-Weltmeisterschaften 1985 gewann er beim Sieg von Lech Piasecki die Bronzemedaille. 1984 holte er einen Etappensieg in der Chile-Rundfahrt. In der Tour de la Province de Namur gewann er mehrfach Etappen.
1986 wurde er Berufsfahrer im Radsportteam Lotto und blieb bis 1989 als Radprofi aktiv. Als Profi gewann er 1986 den GP Stad Antwerpen und das Rennen Kampioenschap van Vlaanderen vor Herman Frison.
In der Tour de France 1987 schied Van De Vijver aus.